# ラグタイム (映画)
『ラグタイム』（Ragtime）は、ミロス・フォアマン監督による1981年のアメリカ映画である。E・L・ドクトロウによる1975年の同名の歴史小説を原作としている。20世紀初頭のアメリカ合衆国各地の様々な人々のドラマが描かれる。第54回アカデミー賞では8部門、第39回ゴールデングローブ賞では6部門で候補に挙がったが、いずれも無冠に終わった。

## キャスト
- デビー・アレン（英語版）
- ドナルド・ビセット（英語版）
- ロバート・ボイド
- ジェームズ・キャグニー
- トーマス・A・カーリン
- ジェフ・ダニエルズ
- ジェフリー・デマン
- フラン・ドレシャー
- モーゼス・ガン
- ブラッド・ドゥーリフ
- フランキー・フェイソン
- ロバート・ヘンダーソン
- サミュエル・L・ジャクソン
- マイケル・ジェッター
- ロバート・ジョイ
- アンドレアス・カツーラス
- ベッシー・ラヴ
- ノーマン・メイラー
- エリザベス・マクガヴァン
- ケネス・マクミラン
- パット・オブライエン
- ドナルド・オコーナー
- ジェームズ・オルソン（英語版）
- マンディ・パティンキン
- イーサン・フィリップス
- ジョン・ラッツェンバーガー
- ハワード・E・ロリンズ・Jr（英語版）
- テッド・ロス
- メアリー・スティーンバージェン
- ロン・ウェヤンド
- スチュアート・カークウッド
- ジャック・ニコルソン（クレジット無し）
- マリクレア・コステロ（英語版）（劇場公開版ではカット）

## 受賞とノミネート
| 賞                           | 部門                             | 候補者 | 結果       |
| ---------------------------- | -------------------------------- | --- | ---------- |
| アカデミー賞                 | 助演男優賞                       | ハワード・E・ロリンズ・Jr | ノミネート |
| アカデミー賞                 | 助演女優賞                       | エリザベス・マクガヴァン | ノミネート |
| アカデミー賞                 | 美術賞                           | 美術監督 ジョン・グレイスマーク、パトリシア・フォン・ブランデンスタイン、トニー・リーディング 装置装飾: ジョージ・デティッタ・シニア、ジョージ・デチィッタ・Jr、ピーター・ヒューイット | ノミネート |
| アカデミー賞                 | 撮影賞                           | ミロスラフ・オンドリチェク | ノミネート |
| アカデミー賞                 | 衣裳デザイン賞                   | アンナ・ヒル・ジョンストン | ノミネート |
| アカデミー賞                 | 作曲賞                           | ランディ・ニューマン | ノミネート |
| アカデミー賞                 | 歌曲賞                           | ランディ・ニューマン、"One More Hour" | ノミネート |
| アカデミー賞                 | 脚色賞                           | マイケル・ウェラー | ノミネート |
| 英国アカデミー賞             | 歌曲賞                           | ランディ・ニューマン、"One More Hour" | ノミネート |
| ゴールデングローブ賞         | 作品賞 (ドラマ部門)              | 『ラグタイム』 | ノミネート |
| ゴールデングローブ賞         | 監督賞                           | ミロス・フォアマン | ノミネート |
| ゴールデングローブ賞         | 助演男優賞                       | ハワード・E・ロリンズ・Jr | ノミネート |
| ゴールデングローブ賞         | 助演女優賞                       | メアリー・スティーンバージェン | ノミネート |
| ゴールデングローブ賞         | 主題歌賞                         | ランディ・ニューマン、"One More Hour" | ノミネート |
| ゴールデングローブ賞         | 新人俳優賞                       | ハワード・E・ロリンズ・Jr | ノミネート |
| ゴールデングローブ賞         | 新人俳優賞                       | エリザベス・マクガヴァン | ノミネート |
| グラミー賞                   | 映画・テレビサウンドトラック部門 | ランディ・ニューマン | ノミネート |
| ロサンゼルス映画批評家協会賞 | 音楽賞                           | ランディ・ニューマン | 受賞       |